# مجلة عالم الكتب
مجلة عالم الكتب دورية علمية محكمّة كانت تصدر فصليًا «ربع سنوي» أو كل شهرين عن دار ثقيف للنشر والتوزيع في المملكة العربية السعودية، صدر عددها الأول في مايو 1980. تولى إنشاءها وإصدارها كلٌّ من عبد العزيز الرفاعي وعبد الرحمن المعمر، ورأس هيئة تحريرها يحيى بن محمود بن جنيد.

## أهدافها
- الاهتمام بالدراسات المختصة بالمكتبات وتاريخ الكتاب والقيام بنشرها.
- العناية بالببلوجرافيات الموضوعية ونشرها.
- القيام بالمراجعة النقدية لكتب قديمة وحديثة.
- متابعة أحدث الإصدارات السعودية والعربية والتعريف بها.[1]

## اهتماماتها الموضوعية
- المكتبات والمعلومات.
- تاريخ الكتاب.
- النشر.[2]

## شروط النشر
- توافق الموضوع مع أهداف المجلة.
- الالتزام بالحيادية والموضوعية والمنهج العلمي.
- أن يحتوي البحث على قائمة بالمراجع المستخدمة.[3]

## مهام الهيئة الاستشارية
- فرز المقالات والبحوث المقدمة.
- الاطلاع على المقالات والبحوث وإصدار حكم مبدئي لقبولها.
- إحالة البحوث المقبولة مبدئيًا إلى المحكمين بعد التأكد من مناسبتها.
- بدء التنسيق لعملية النشر.
- ترتيب المقالات وتدقيقها بشكل نهائي.[4]

## أعدادها الخاصة
خصصت المجلة بعض أعدادها لكثير من المناسبات والقضايا الأدبية والفكرية، ومن هذه الأعداد:
1. العدد الخاص الأول: عن مرور 14 قرن على الهجرة النبوية الشريفة. مج1، ع3، محرم 1401هـ.
2. العدد الخاص الثاني: عن القصة القصيرة في الأدب السعودي الحديث. مج1، ع4، ربيع الآخر 1404هـ.
3. العدد الخاص الثالث: خاص بالرسائل الجامعية السعودية ومنهج البحث العلمي. مج2، ع2، شوال 1401هـ.
4. العدد الخاص الرابع: عن حقوق التأليف والنشر وما يتعلق بها. مج 2، ع4، ربيع الآخر 1403هـ.
5. العدد الخاص الخامس: عن الكتاب الخليجي، وتطور حركة النشر في دول الخليج العربية، مج3، ع4 ربيع الآخر 1403هـ.[5]

## وصلات خارجية
- مجلة عالم الكتب